# Naherholungsgebiet Weidersberg
Das Naherholungsgebiet Weidersberg – ein ehemaliger Steinbruch in Brand bei Marktredwitz – wurde im Jahre 1976 von der Bürgerinitiative JUZ (Jugendzentrum) mit dem Ziel eines ortsnahen Bürgerparks gegründet. Die damalige Bezeichnung für die zahlreich im Weidersberger Steinbruch stattgefundenen Aktivitäten waren die "Hinterlandfestl".
Doch schon seit den 1950er Jahren sind diverse Veranstaltungen, meist unter Federführung ortsansässiger Vereine, nachweisbar.

## Geschichte
Im Jahre 1905 wurde auf der Flur Weidersberg des Schlosses Brand vom damaligen Schlossherren Albert von Seckendorff auf Anraten seines Verwalters das Basaltwerk Weidersberg errichtet.
Die in den Steinbrüchen Vogelherd und Weidersberg gebrochenen Basaltblöcke wurden mittels einer Seilbahn in daran befestigten Wagen zum ca. 3,5 Kilometer entfernten Bahnhof Seußen zur weiteren Verladung befördert.
Im Jahre 1941 wurden alle Anlagen von der Organisation Todt abgerissen und die verwertbaren Rohstoffe nach Russland geschafft.
Dies bedeutete das Ende des Basaltwerks. Die restlichen Gebäude und Gerätschaften wurden der Gemeinde Brand vermacht, von der sie später in Privathand verkauft wurden.
Der stillgelegte Steinbruch Weidersberg bot sich nun für verschiedene Feste und Veranstaltungen an.

## Festivals
Seit 1988 finden dort jährliche Musikveranstaltungen und Motorradtreffen statt.
Überregional bekannt ist dabei das Sticky Fingers Festival (früher Hinterlandfestl – heute scherzhaft Klein-Wacken genannt) mit vielen namhaften Bands aus der Rockszene.

## Sonstiges
Bereits Mitte der 1970er Jahre hat der 1954 gegründete Brander Schützenverein dort sein Schießgelände und Schützenheim errichtet.